# ECAM Rennes - Louis de Broglie
Die ECAM Rennes - Louis de Broglie (ehemals École Louis-de-Broglie) ist eine französische Ingenieurhochschule, die 1991 gegründet wurde.
Sie bietet eine multidisziplinäre Ausbildung in den Bereichen Werkstoffe, Robotik, Industrietechnik, Informatik, Netzwerke und Telekommunikation, Elektrotechnik und Automatisierung sowie Maschinenbau und Energietechnik.
Die Schule befindet sich in Bruz, in der Nähe von Rennes, und wurde von Jean Robieux gegründet. Die Schule ist Mitglied der Conférence des grandes écoles (CGE).